# نورالله طبرسی
نورالله طبرسی (زادهٔ فروردین ۱۳۱۹ در سوچلمای هزارجریب نکا – درگذشته ۱۹ بهمن ۱۳۹۸ در تهران) نماینده سابق ولی فقیه در استان مازندران و امام جمعه سابق شهرستان ساری و همچنین نماینده مردم مازندران در مجلس خبرگان رهبری و تولیت مدرسه علمیه امام علی ساری بود. وی پس از عمل جراحی مغز و تحمل یک دوره بیماری سخت در تهران درگذشت.

## زندگی‌نامه
نورالله طبرسی در فروردین ۱۳۱۹ در روستای «سوچلما» بخش هزار جریب مازندران از توابع شهرستان نکا متولد شد.
پدر وی حسن طبرسی سوچلمایی فرزند آخوند ملا یدالله از علمای سرشناس هزار جریب بود. حسن طبرسی از علمای برجسته مازندران و منطقه هزار جریب بود که پس از تحصیلات در حوزه علمیه مشهد مقدس و نجف اشرف به مازندران مراجعت کرد. وی در اواخر عمر در شهرستان ساری مقیم شده بود و در مسجد شاه غازی سابق و سجاد فعلی مشغول امامت و فعالیت‌های دینی بود.
نورالله طبرسی تا سن حدود دوازده سالگی و در روستای خود سوچلما در مکتب خانه قرآن خواندن و نوشتن را فرا گرفته و پس از آن در حوزه علمیه روستای کوهستان  و در خدمت  محمد کوهستانی و در آن مدرسه قسمت اعظم جامع المقدمات، ادبیات عرب و صرف و نحو را فرا گرفته و به مدت دو سال در آن حوزه حضور داشت.
پس از دو سال تحصیل در کوهستان راهی حوزه علمیه قم شده و در آنجا حدود بیست سال مشغول تحصیل علوم دینی بود. سطوح مقدماتی و عالیه را در نزد استادان و مدرسینی همچون اعتمادی، فشارکی، امینیان، ستوده و صلواتی؛ مکاسب و کفایه را در خدمت فاضل لنکرانی و علی مشکینی و سیدمحمدباقرسلطانی طباطبایی و سید حسین طباطبایی بروجردی و اساتیدی همچون جوادی آملی، حسن‌زاده آملی و دیگران خواند.
وی از سال ۱۳۴۲ به صف مبارزه با دولت وقت پیوسته و با شرکت در تظاهرات مردم قم و تمامی فعالیت‌های سیاسی مرسوم و متداول، از پیشگامان عرصه مبارزه محسوب می‌شود. وی همچنین یکی از دست‌اندرکاران مراسم استقبال از روح‌الله خمینی به قم پس از ماجرای مدرسه فیضیه و بازداشت وی در تهران بود.
طبرسی بعدها از قم مهاجرت کرد و در سال ۱۳۵۲ در ساری مقیم شد و در شهرستان ساری به فعالیت‌های سیاسی و مذهبی پرداخت. در ابتدای انقلاب اسلامی با سرپرستی مصطفی صدوقی کمیته انقلاب اسلامی در ساری تشکیل داد که اداره امور شهری را به عهده داشت. نورالله طبرسی در طول جنگ هشت ساله با عراق به فعالیت‌های پشتیبانی از جنگ می‌پرداخت. بارزترین نقش وی در کنار هادی روحانی در مرحله سازندگی، بازسازی سوسنگرد بوده‌است.
وی در سال ۱۳۵۹ از سوی روح‌الله خمینی به عنوان امام جمعه دائم ساری منصوب شد و پس از درگذشت هادی روحانی نماینده ولی فقیه وقت در مازندران و امام جمعه بابل، توسط علی خامنه ای، نماینده ولی فقیه در مازندران شد. سرانجام در دهم آبان سال ۱۳۹۸ به دلیل بیماری از این سمت استعفاء داد. او همچنین در دو دوره از سوی مردم استان مازندران به عنوان نماینده در مجلس خبرگان رهبری انتخاب شد.
وی در ۲۷ سالگی (سال ۱۳۴۶) ازدواج کرد و دارای چهار دختر و سه پسر است.

## فعالیت‌های سیاسی
وی از سال ۱۳۴۲ یکی از هواداران روح‌الله خمینی بود و در تظاهرات قم و پخش اطلاعیه و در قضیه مدرسه فیضیه و مراجعت خمینی به قم و در جشن مدرسه فیضیه برای ورود وی و نیز در تهران و مناطق حضور داشت و علیه نظام شاهنشاهی فعالیت می‌کرد. 

## آثار
- پروا پیشگان در کلام امیرالمؤمنین، خطبه متقین
- آئینه هدایت

## سمتها
- نماینده ولی فقیه در استان مازندران
- نماینده نخست مردم مازندران در مجلس خبرگان رهبری
- امام جمعه دائم شهر ساری